# Stephan Schleiss
Pour les articles homonymes, voir Schleiss.
Stephan Schleiss, né le 26 décembre 1972, est une personnalité politique suisse, membre de l'Union démocratique du centre. 

## Biographie
Il est conseiller d'État du canton de Zoug depuis 2011.